# باوگوین
باوگوین شهری در شهرستان ناندیالا در استان بولکیمده در بورکینافاسوی غربی مرکزی است جمعیت آن ۴۷۵۵ نفر است.